# Астрофизическая обсерватория Азиаго
Астрофизическая обсерватория Азиаго — астрономическая обсерватория, основанная в 1942 году Падуанским университетом на Плато Азиаго в провинции Виченца, Италия.

## Инструменты обсерватории
- Телескоп «Галилей» системы Кассегрена (D = 1,22 м, F = 19,5 м, построен в 1940—1942 годах)

## Направления исследований
- Спектральные исследования
- Отладка технологий для более крупных будущих инструментов

## Основные достижения
На 1,22 м телескопе было получено:
- 9720 снимков (стеклянные пластинки 9 x 12 см) с мая 1942 по март 1997 года
- 3220 спектров с Ньютоновского спектрографа с апреля 1958 по сентябрь 1991 года
- 18584 спектра с Кассегреновского спектрографа с января 1951 по 1994 год

## Известные сотрудники
- Маура Томбелли
- Улиссе Мунари
- it:Roberto Barbon

## Интересные факты
- Главный инструмент обсерватории 1,22 м телескоп «Галилей» введен в строй в 300-летнюю годовщину смерти Галилео Галилея.
- В 3,8 км к юго-востоку от обсерватории находится наблюдательная станция Cima Ekar (en), на которой базируются обсерватории с кодами Центра малых планет «098» и «209».